# Ӑ
Ӑ, ӑ (cursiva Ӑ, ӑ) es una letra del alfabeto cirílico. En todas sus formas luce exactamente como la letra latina Ă (Ă ă Ă ă).
Es usado en el alfabeto del idioma chuvasio.

## Uso
En chuvasio, ⟨ӑ⟩ representa la vocal abierta posterior redondeada [ɒ]. Siempre es reducida, y puede ser acentuada solo en la primera sílaba de una palabra polisílaba.

## Códigos informáticos
| Carácter      | Ӑ                                    | Ӑ                                    | ӑ                                    | ӑ                                    |
| ------------- | ------------------------------------ | ------------------------------------ | ------------------------------------ | ------------------------------------ |
| Unicode       | LETRA MAYÚSCULA CIRÍLICA A CON BREVE | LETRA MAYÚSCULA CIRÍLICA A CON BREVE | LETRA MINÚSCULA CIRÍLICA A CON BREVE | LETRA MINÚSCULA CIRÍLICA A CON BREVE |
| Codificación  | decimal                              | hex                                  | decimal                              | hex                                  |
| Unicode       | 1232                                 | U+04D0                               | 1233                                 | U+04D1                               |
| UTF-8         | 211 144                              | D3 90                                | 211 145                              | D3 91                                |
| Ref. numérica | &#1232;                              | &#x4D0;                              | &#1233;                              | &#x4D1;                              |